# Hans van Mierlo
Henricus Antonius Franciscus Maria Oliva "Hans" van Mierlo (Breda, 18 de agosto de 1931 – Amsterdã, 11 de março de 2010) foi um político holandês. Foi o fundador e líder do Democratas 66.

## Biografia

### Primeiros anos e educação
Hans van Mierlo nasceu na cidade de Breda, Província de Brabante do Norte, no dia 18 de agosto de 1931, filho do dono e diretor do banco de Breda Van Mierlo & Zonen.
Ele estudou direito na Universidade Católica de Nimega e trabalhou depois como jornalista.

### Carreira política
Em 1966, Van Mierlo fundou com outros liberais o partido político D66, e de 1967 a 1973, ele exerceu o cargo de presidente deste partido na Segunda Câmara. Quatro anos mais tarde, abandonou a política por motivos relacionados a sua saúde, retornando no início do anos oitenta após ter submetido a uma transplantação de órgão. Após seu retorno ele exerceu o cargo de ministro da Defesa no gabinete Van Agt.  Após a queda deste gabinete, Van Mierlo tornou-se membro da Prmeira Câmara. Em 1986, ele tornou-se líder do D66 e também voltou a ocupar o posto de presidente deste partido na Segunda Câmara. Em seguida, Van Mierlo foi vice-primeiro-ministro e ministro das Relações Exteriores durante o primeiro e segundo gabinete Kok.

### Morte
Hans van Mierlo morreu aos 78 anos de idade de hepatopatia, no leito de um hospital em Amsterdã, onde estava internado.